# Jef Moerenhout
Joseph "Jef" Moerenhout (Lede, 10 de març de 1910 - Tielt, 10 de març de 1966) va ser un ciclista belga que va ser professional entre 1932 i 1946 en què va aconseguir diferents victòries d'etapes i en proves d'un dia.

## Palmarès
- 1934
  - Vencedor d'una etapa de la Volta a Bèlgica
  - Vencedor d'una etapa del Tour de l'Oest
- 1935
  - 1r a la Volta a Bèlgica i vencedor de 2 etapes
- 1937
  - 1r a La Panne
- 1942
  - 1r al GP Moerenhout
- 1943
  - 1r al Circuit dels Monts Flandrien
- 1944
  - 1r al Circuit dels Monts Flandrien
  - 1r al Circuit de Bèlgica i vencedor de 2 etapes
- 1945
  - 1r a la Brussel·les-Bruges
  - 1r al GP de la Famenne
- 1946
  - 1r al GP Moerenhout

### Resultats al Tour de França
- 1933. Exclòs a la 8a etapa.